# アナ・ウィンター
デイム・アナ・ウィンター DBE（Dame Anna Wintour DBE、1949年11月3日– ）は、イギリス出身のファッション雑誌編集者。1988年から、アメリカ版『ヴォーグ』の編集長を務める。2008年、長年のファッション界への貢献が評価され、大英帝国勲章（DBE）が、2025年には大統領自由勲章が授与されている。
映画化された小説『プラダを着た悪魔』に登場する鬼編集長のモデルとなった人物といわれる（後述）。 また、ドラマ『アグリー・ベティ』に登場するMODE編集長フェイ・サマーズの容姿のモデルだとも言われている。

## 経歴

### 生い立ち
1949年、雑誌編集者の父とハーバード大学教授の娘である母との間に、ロンドンで生まれた。彼女は10代のときにファッションに興味を持つようになった。彼女の父チャールズは雑誌『イヴニング・スタンダード』の編集者である。15歳の頃、父の紹介で当時最先端のファッション発信地となっていたBibaで働き始め、翌年、高校を中退、大学へは進まず、ハロッズのトレーニング・プログラムに入学した。

### ファッション業界へ
1970年、『Harper's & Queen』の編集アシスタントとしてファッション業界に入る。1975年、ニューヨークに渡り、姉妹誌『ハーパース・バザー』のファッション・エディターに昇格するが、上司と衝突を繰り返し、9ヶ月で解雇。その後、雑誌『ニューヨーク・マガジン』で辣腕をふるい『Viva』や『Savvy』の編集を手がけた後、1983年、アメリカ版『ヴォーグ』のクリエイティブ・ディレクターに抜擢。1986年には、イギリス版『ヴォーグ』の編集長に就任。人事や紙面作りに改革を起こし、それまで保守的だったイギリス版『ヴォーグ』を最先端のトレンド誌に変身させた。

### ヴォーグ編集長
1988年には、ニューヨークへ戻り、17年にわたり編集長を務めてきたグレース・ミラベラのあとを継いで、38歳でアメリカ版『ヴォーグ』の編集長となった。1990年からは、ニューヨーク・コレクションの企画にも参加、エイズ患者、感染者支援のチャリティを積極的に推進している。
2025年6月、約37年間勤めたアメリカ版ヴォーグの編集長を退任。

## 人物
ファッション・トレンドに対する鋭い視点や、若いデザイナーの発掘という先見性について、世界中から賞賛を得ている一方、性格はよそよそしく冷酷と評され、「Nuclear Wintour（Nuclear Winter＝核の冬の意地の悪い洒落）」とあだ名される。ファッションショーには、最先端のブランドを身にまとって登場、トレードマークであるボブカットとサングラスで最前列に位置取り、常に注目を浴びる存在である。やはり『ヴォーグ』で編集長を務めたダイアナ・ヴリーランドと同様、ファッション・アイコンとなっている。
誌面に毛皮製品を登場させたり、自身もプライベートで毛皮を多く愛用するため、動物愛護団体から非難されている。再三の注意や非難を受けながらも使い続けるため、活動家から身体的な攻撃を受けたこともある。また、業界を形成するために雑誌とその地位を活用したいという彼女の意欲に対する称賛と批評を招きもした。
私生活では、1984年、13歳年上の精神科医デビッド・シャファーと結婚、1999年に離婚。デビッドとの間にチャールズ、キャサリンの2子がいる。キャサリンはビー・シャファーという名前で知られ、ファッションショーに同席することも多い。6時前に起床、テニスをした後、メイクとヘアセットをし、8時に出社するのが日課である。また、パーティにおいても長時間滞在することはほとんどなく、22時過ぎには就寝する。
2006年公開の映画『プラダを着た悪魔』でメリル・ストリープが演じたミランダ・プリーストリー「ランウェイ」編集長のモデルとも言われる。原作者であるローレン・ワイズバーガーは、原作同様、1年間（1999年 - 2000年）彼女のアシスタントを務めており、この実体験をもとに作品を執筆したとされる（但し、ワイズバーガーは否定）。2009年、ドキュメンタリー映画『ファッションが教えてくれること』が公開。